# Новосёлки (Ульяновская область)
Новосёлки — посёлок в Мелекесского района Ульяновской области. Административный центр Новосёлкинского сельского поселения.

## История
Совхоз создан в чистом поле летом 1929 году, приехавшие сюда из Мелекесса, Ульяновска, а также окружающих сёл. Объекты совхоза возводились силами заключённых, на территории посёлка была размещена колония. В совхоз вошли 5 поселений (отделений).
В 1931 году было проведено разукрупнение зерновых совхозов, вместо четырёх отделений было создано семь с общей земельной площадью в 50 718 гектаров. К настоящему времени сохранилось пять отделений — седьмое отделение, около села Берёзовка, просуществовало очень недолго, шестое отделение, около села Мусорки, было ликвидировано в 1955 году.
В 1966 году совхозу было вручено переходящее Красное Знамя Совета Министров РСФСР и ВЦСПС, за организованное проведение уборки урожая и за сверхплановую продажу зерна государству, с вручением денежной премии.
В мае 1967 года совхоз был награжден орденом Ленина, а также повторно — переходящим Красным Знаменем Совета Министров РСФСР и ВЦСПС.
В 1971 году, целях дальнейшего развития сельского хозяйства ордена Ленина совхоза имени Крупской, при совхозе открыли исправительно-трудовую колонию усиленного режима.
10 июня 1979 года в Доме культуре прошли торжественные мероприятия по случаю создания совхоза — Ордена Ленина совхоза имени Н. К. Крупской. На торжества приехали: первый секретарь обкома КПСС Кузнецов И. М., председатель облисполкома Кузьмичёв В. С.
В 1986 году, Указом ПВС РСФСР, посёлок центральной усадьбы совхоза имени Крупской переименован в Новосёлки. Отделение № 2 переименовано в Уткин, № 3 отделение — в Ковыльный, № 4 — в Видный, № 5 — в Просторы.
В 1997 году СПК имени Крупской награждено международным Знаком качества «Большое золотое клише». Кроме этой награды СПК имеет: «Золотая чаша изобилия», торговый знак «Золотой Меркурий», «Хрустальная Ника» и другие награды.
29 мая 2005 года Новосёлки стал административным центром Новосёлкинского сельского поселения.

## Население
| 2002 | 2010  |
| ---- | ----- |
| 3192 | ↘2871 |

## Известные люди совхоза
- Костин Михаил Николаевич — директор совхоза, Герой Социалистического Труда[9].
- Чайкин Геннадий Андреевич — главный инженер совхоза им. Крупской, Герой Социалистического Труда.
- Анна Евгеньевна Жукова — механизатор, депутат Верховного Совета СССР[10][11].
- Г. М. Валиулов — комбайнер, Лауреат премии Ленинского комсомола.
- Пастухов Александр Егорович — лучший механизатор совхоза и СССР — лауреат Государственной премии СССР, кавалер орденов: Ленина, Октябрьской Революции, два ордена Трудового Красного Знамени, две золотые и одна серебряная медаль ВДНХ.
- Голубков Анатолий Иванович — директор совхоза имени Крупской Мелекесского района[12].
- Большов Александр Михайлович — советский и российский партийный и государственный деятель, председатель Ульяновского облисполкома (1982—1987), почётный гражданин Ульяновской области, работал агрономом-семеноводом в совхозе.
- Жуков Анатолий Николаевич — советский и российский писатель, жил здесь с 1940 по 1951 год.
- Леонтьева Валентина Михайловна — диктор ЦТ, телеведущая, Народная артистка СССР, лауреат Государственной премии СССР.
- Лежнин Иван Васильевич ― советский и российский художник, заслуженный художник РСФСР, почётный гражданин Ульяновской области. С 1971 по 1981 год, в составе творческой бригады И. В. Лежнин работал в совхозе имени Крупской, где создал десятки полотен, посвященных труженикам села[13].

## Гости посёлка
- В разные годы здесь побывали партийные и государственные деятели страны: Михаил Андреевич Суслов, Андрей Павлович Кириленко, Петр Нилович Демичев, Геннадий Иванович Воронов и другие[14].
- 10 июня 1979 года на 50-летие совхоза — первый секретарь обкома КПСС Кузнецов И. М., председатель облисполкома Кузьмичёв В. С.
- 27 июня 1981 года колонию и посёлок посетил первый замминистра МВД СССР Ю. М. Чурбанов.

## Инфраструктура
- СПК имени Н. К. Крупской
- Дом культуры
- Музей
- Около посёлка есть аэродром «Новосёлки»[15].
- Памятник воинам Великой Отечественной войны (1967 год)[16].
- Храм в честь Архистратига Михаила[17].
- Рядом с посёлком проходит Лесополоса Генко — ООПТ Ульяновской области.

## Галерея
- Одна из улиц села.
- Административное здание.
- Одна из улиц села.
- Конюшня села.